# Ibuki Fujita
Ibuki Fujita (藤田 息吹 Fujita Ibuki?, Nagoya, Aichi, 30 de enero de 1991) es un futbolista japonés que juega como centrocampista en el Fagiano Okayama.

## Trayectoria

### Clubes
| Club                   | País  | Año       |
| ---------------------- | ----- | --------- |
| Shimizu S-Pulse        | Japón | 2013-2015 |
| Ehime FC (cedido)      | Japón | 2015      |
| Ehime FC               | Japón | 2016-2017 |
| Matsumoto Yamaga F. C. | Japón | 2018-2020 |
| Montedio Yamagata      | Japón | 2021-2023 |
| Fagiano Okayama        | Japón | 2024-     |